# Amidon
Amidonul este o polizaharidă care, din punct de vedere structural, este alcătuită din amiloză și amilopectină. Amidonul este una dintre sursele energetice importante ale organismelor animale. Ajungând în organism cu hrana, amidonul este hidrolizat enzimatice în prezența amilazelor, transformându-se în glucoză. Aceasta este transportată spre celule, unde se consumă parțial pentru necesitățile energetice ale organismului, conform schemei: 
C6H12O6 + 6O2 = 6CO2+ 6H2O + Q
Amidonul se găsește în semințele, fructele și tuberculii plantelor și se folosește în industria alimentară, chimică etc. Formula brută a amidonului, determinată prin analiza elementară, este (C6H10O5)n, la fel ca a celulozei. Prin hidroliza cu acizi, amidonul trece în D-glucoza, cu randament cantitativ. Din punctul de vedere al compoziției chimice, amidonul este un amestec, format din 2 polizaharide: amilopectină și amiloză, care diferă între ele prin structură și reactivitate.

## Formarea în plante
Amidonul se formează în plante, fiind o sursă importantă de glucide pentru animale. Ecuația reacției generale a formării amidonului ar fi formată din două etape:
- CO2 + H2O ----> CH2O + O2
- 6 CH2O ----> C6H10O5 + H2O, ambele reacții înfăptuindu-se în cloroplaste (cu participarea clorofilei), la lumină.

## Proprietăți fizice
Amidonul are o structură amorfă, insolubilă în apă, deși la contact cu apa acesta se umflă. Suspensia de amidon în apă este un fluid nenewtonian.

## Proprietăți chimice
La recunoașterea amidonului se folosește iodul: la contact cu acesta, amidonul dă o culoare violet închisă la rece. 
- Cu apa în prezența acizilor:

(C6H10O5)n + nH2O → n C6H12O6
- Cu apa în prezența amilazei:

2(C6H10O5)n + nH2O → n C12H22O11